# 芙谷峩橋
芙谷峩橋位於臺灣嘉義縣阿里山鄉，為臺灣省道臺18線阿里山公路上的一座重要橋梁，該橋樑為2009年中度颱風莫拉克所引發之八八水災後，重建的新橋。也是目前雲嘉南山區上跨距最長的橋梁。

## 沿革

### 背景
省道臺18線阿里山公路起點位於嘉義縣太保市，途經嘉義市、中埔鄉、番路鄉、竹崎鄉，以及阿里山鄉後，於南投縣信義鄉塔塔加與臺21線玉山景觀公路直接銜接。該公路最初為新中橫公路嘉義玉山線的一部分，原計畫穿越中央山脈後抵達花蓮縣玉里鎮，後因環境保育因素、政府財政因素等考量下解編不再開發。
2009年8月中度颱風莫拉克侵襲臺灣，其所夾帶的西南氣流對中南部地區帶來嚴重災情，其中嘉義縣阿里山地區中央氣象局阿里山氣象站所觀測到的累積雨量達到2,884公釐，為臺灣氣象觀測史的最高紀錄，連帶阿里山地區多處災情，臺18線阿里山公路多處路基崩塌、土石流、山崩等災情。
其中最靠近第71K公里處的經濟部水利署小公田雨量觀測站，位於番路鄉公興村的嘉義縣立公興國民小學旁，於2009年8月8日至8月9日之間的最大累積雨量達1,125.5公釐，四日累積總雨量達1,354.5公釐，水利署於災後調閱該雨量站近十年的觀測資料後發現，該測站降雨量集中於五月～九月，月平均雨量介於400到900公釐之間，其中七月平均雨量885.9公釐為每月最大，而莫拉克風災期間的累積雨量更是超出200年預估雨量的頻率。
也因歷史性的致災大雨，造成71K處周邊地表逕流加劇侵蝕坑溝，以及土石鬆軟的多重因素下發生大規模崩塌，近200公尺路基全數崩落山谷交通完全中斷。

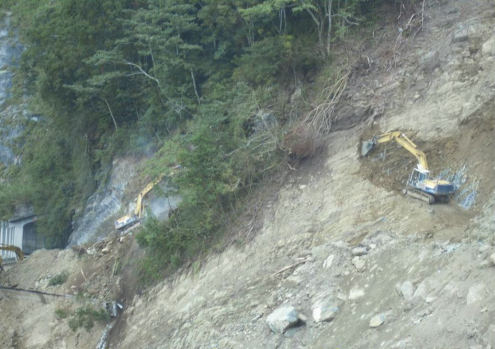
臺18線71K路基流失便道開挖搶修情形。

### 計畫
風災過後71K處土石大面積崩落，裸露出堅硬的岩盤，公路總局為恢復山區交通，先行於已露出的岩盤上開鑿臨時便道恢復交通。並開始規劃中長期復建評估，公路總局委託經濟部中央地質調查所調查崩塌地的地形及地質結構，該崩塌地海拔高程約1,300到1,650公尺之間，地勢陡峭，坡度達5到7級坡，呈東北往東南傾斜，坡面土壤受該次大雨影響導致淺層崩塌，崩塌區內除有明顯之侵蝕溝外，坡趾處亦因向源侵蝕作用使崩塌作用發達。
地層結構上屬於第三紀中新世南莊層，以崩積層、南莊層之砂岩及砂頁岩互層，岩性分布上，厚層由砂岩與砂頁岩互層、中至薄層則是砂頁岩互層構成，較年輕岩體呈淺青灰色及灰色，砂頁岩互層含有植物碎片，並且層面間夾雜白色雲母礦脈。
公路總局依據地調所的調查報告，分為三個復建方案深入評估，第一案為在已形成崩塌地的岩盤上開鑿路基，形式上與目前已通車的臨時便道相同，第二案為開闢隧道，第三案為新建大跨距橋梁繞過崩塌地，經評估，第一案因崩塌地上方仍有厚達20至30公尺厚的崩積層，若未來仍在發生崩塌，恐嚴重影響新完成的道路與交通，且連年崩塌就削山開路越挖越深入岩盤，後果堪慮，第二案規劃之隧道西口須先從公路70k+395公里處以路堤填築路基到隧道口，工期預估長達24個月，將無法達成2011年12月復建完成的目標，第三案大跨距橋梁的東西兩側橋臺皆位於岩盤上，僅需進行上下邊坡護坡工程，雖工期評估仍須18個月，但若工程進展順利，有望提前完成，以達到2011年12月完工之目標。

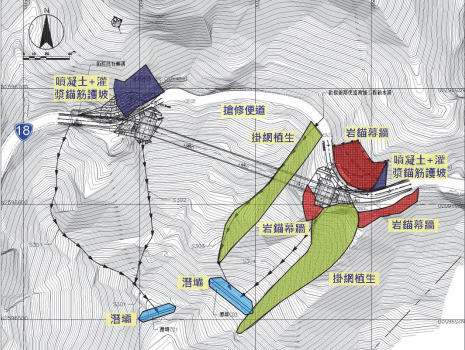
芙谷峩橋施工設計平面圖。

### 施工
在確定以大跨距橋梁作為臺18線71K公里處的中長期復建方案後，公路總局提出多項復建設計指標，包含為完全避開崩塌地，適合之落墩距離達300公尺，預定道路與橋墩高度差至少50至60公尺，地處偏遠，故盡可能減少混凝土使用量，崩塌地為高山深谷，橋樑結構須考量施工安全與吊裝條件，為減少施工時對現有崩塌地質擾動，需減低橋梁上部結構靜載重，最後為縮短工期，以及符合當地山區景色，公路總局決定採單跨半穿越式鋼拱橋設計。
復建工程由公路總局第五區養護工程處承辦，經第五區養護工程處於2010年4月26日對外公開招標，於同年5月13日公告由泰有營造公司得標，預算金額新臺幣3億2,548萬7千521元，決標金額2億6,970萬元。新橋全長198公尺，寬9公尺，設置雙向共兩車道，採單跨無落墩設計，全跨160公尺，橋面板至上提籃橋頂高36公尺，加上前後引道全長316公尺，橋梁鋼構漆為紅色，以在山區中凸顯紅色巨龍的象徵，完工後將可成為阿里山地區景觀新地標。

#### 橋臺與基樁
2010年5月16日正式動工，首先於崩塌地完成上邊坡削山便道，供應施工車輛進出，並同時進行崩塌邊坡的植生掛網保護工作，再開始進行橋梁主體工程，橋臺及基座以井筒式基礎打社加強橋梁穩固，西側橋臺以基座位置之岩盤已在崩塌後自然露出，雖設置條件良好，但因岩盤極為堅硬，且井機直井僅有4公尺，山區道路狹隘，較大型的鑽掘破碎機無法進駐，僅能以15P馬力小型破碎機降挖井基深度，因此平均每日降挖深度不到15公分，僅能透過24小時不間斷開鑿換取時間，經過四個月開鑿A1橋臺及F1基座降挖至設計高程。
東側橋臺及基座部分，雖然崩積層薄，但屬於順向坡且下邊坡為砂頁岩薄互層，A2井基降挖過程中造成上邊坡岩盤滑落，土砂將井基整個覆蓋，又要重新施作，使工程進度影響嚴重，在完成東側橋臺開始進行F2基座井基降挖工程時，再次造成上邊坡3至4公尺厚的岩盤滑落，經與工程顧問公司討論後，決定先行施作邊坡保護再降挖，而東側工程開挖時，因施工進度落後，時程已進入汛期，2011年6月16日至8月底之間的2個半月總共下53天的雨，地下水飽滿又造成岩盤節理裂縫擴大，東側橋臺上邊坡第二度岩盤滑落，施工單位最終再改以地錨配合H型鋼工法來保護邊坡，直到2012年1月初才完成A2橋臺及 F2基座，至此施工進度已延宕六個月。

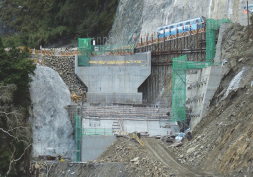
芙谷峩橋A1、F1橋臺施工狀況。
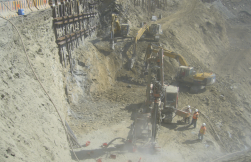
芙谷峩橋A1基樁豎井施工狀況。
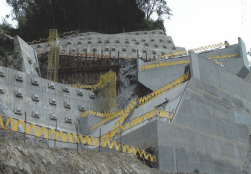
芙谷峩橋A2、F2橋臺施工狀況。
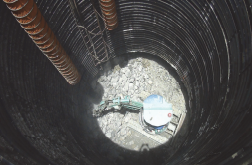
芙谷峩橋A2基樁豎井施工狀況。
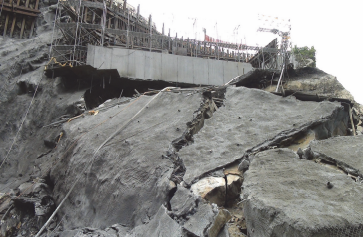
芙谷峩橋施工中邊坡坍塌狀況。
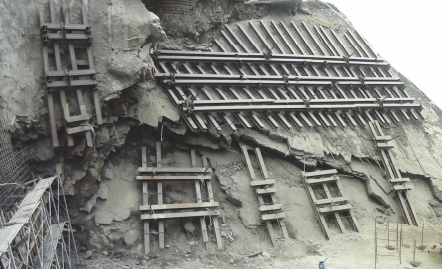
芙谷峩橋邊坡多次坍塌後，改打設H型鋼保護邊坡。

#### 鋼構與吊梁
由於施工環境非常陡峭，且吊梁使用的臨時鋼橋預定基樁位置大部份均屬崩積土，於施工前公路總局要求承包商，需施作150公分的全套管基樁，長度依實地鑽探來施作。然而實際施工時，承包商所調派的60噸級吊車與全套管機具要從公路進入吊裝臨時便道時就遇到30公尺高的落差無法行駛，承包商再改以搭建施工構台方式以之字形平緩下切，才讓重型機具抵達預定施工位置，自此又耗費3個月施工。
A1及A2橋臺開始吊裝橋樑時，2012年3月20日吊裝工程不慎將部份鋼梁掉落陡峭的下邊坡，經評估無法吊起修復，重新製作鋼梁又需耗費3個月，有鑑於本次工安意外，公路總局2012年6月7日由副總工程司許阿明召開的鋼梁吊裝檢討會議，會議中承包商提出臨時下支撐從原規劃的四支增加2支，臨時上支撐從2支增加到4支，吊車維持站立於水平主梁之構件上作業，但許副總工程司決定不採納承包商意見，並要求更換吊裝業者，經承包商同意後，新吊裝業者於同年6月底進駐工區，公路總局新工組「技術顧問作業小組」亦加入吊裝作業，於同年7月2日重起吊裝作業，7月9日實際開工，28日鋼拱橋平面鋼梁吊裝閉合，9月13日完成鋼橋上拱肋合攏吊裝。期間工區經常發生土石鬆動掉落，以及午後起霧、大雨等不利施工之因素，並經歷2012年610水災、輕度颱風泰利、中度颱風蘇拉，以及中度颱風天秤等侵襲下，仍追趕施工進度。

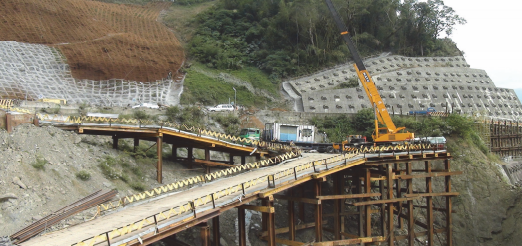
芙谷峩橋施工承包商架設施工平台，以利於50噸吊車與重型機具進駐。
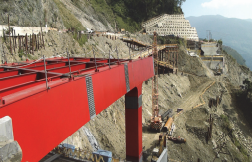
芙谷峩橋平面鋼構施工前的臨時支撐施工狀況。
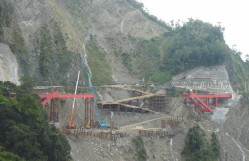
芙谷峩橋平面鋼構吊梁狀況。
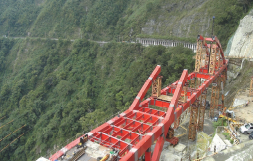
芙谷峩橋上拱肋吊梁狀況。
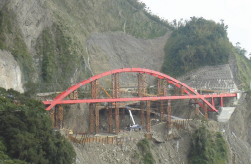
芙谷峩橋上拱肋吊梁完成合攏。

### 完工
2013年1月15日歷經兩年半施工，臺18線71K公里處災後復建工程啟用通車，新的紅色鋼構橋由公路總局採納當地原住民族鄒族的建議，基於當地生有眾多的山芙蓉，以山芙蓉的鄒語名稱「fkuo」定名為「芙谷峩橋」。芙谷峩橋的完成也成為雲嘉南山區最長的單跨橋梁，象徵八八水災阿里山公路復建工程完成的里程碑。2013年2月6日全數工程完工。
芙谷峩橋的特殊造型搭配夜景，成為拍攝星空與銀河的知名景點，不過在2021年5月發生一起星空拍攝者為了抓取橋樑與星空合影的角度而摔落芙谷峩橋10公尺深的邊坡，警消獲報前往救援，所幸該員意識清楚，初步檢傷為腰及背部鈍傷，經送往聖馬爾定醫院急救無大礙。